# Warhammer Fantasy Battle

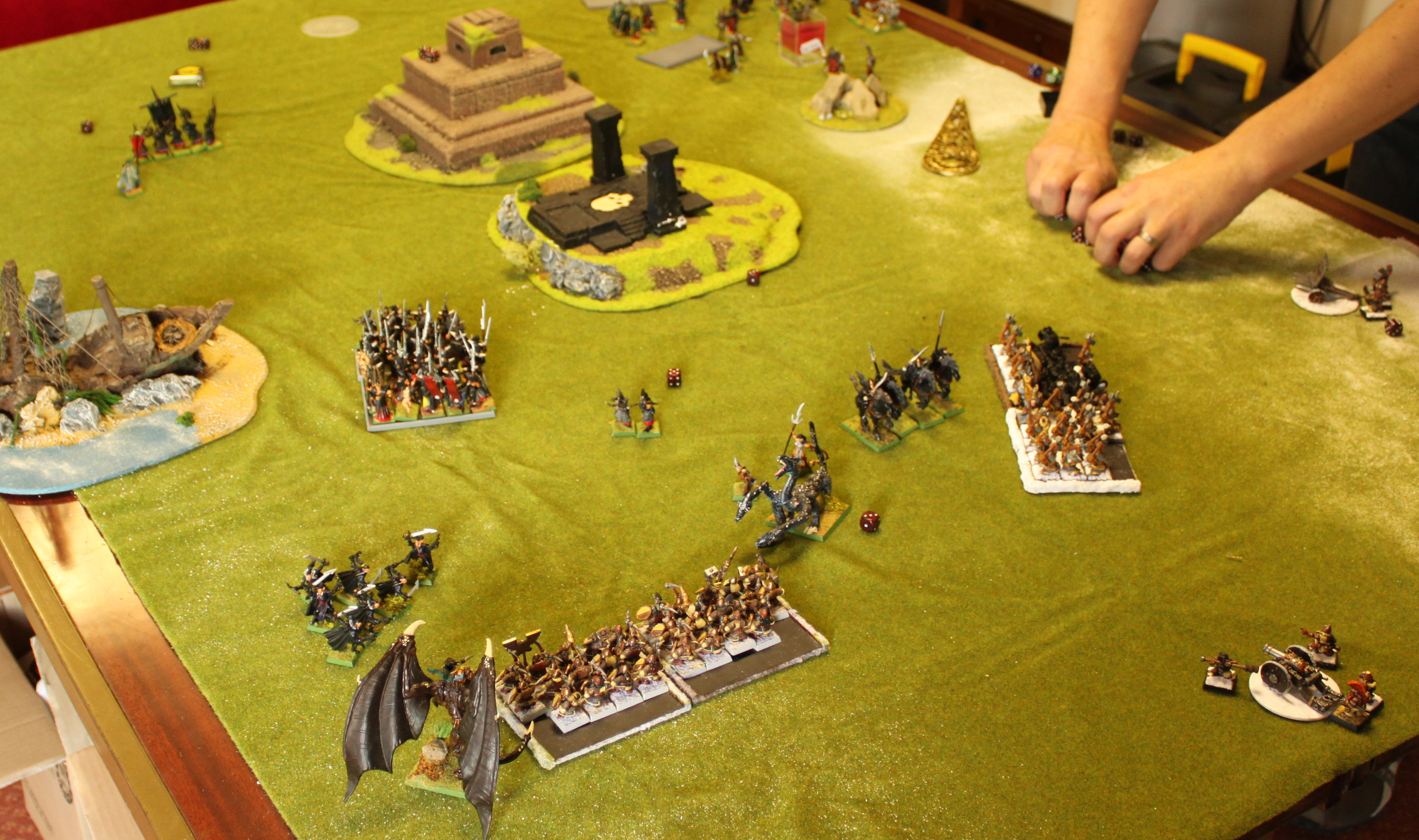
Rozgrywka Warhammer Fantasy Battle

Warhammer Fantasy Battle (często skracane do Warhammer Fantasy lub WFB) – gra bitewna w świecie Warhammer wydawana przez brytyjską firmę Games Workshop w latach 1983-2015. W 2015 roku nastąpiło zamknięcie tytułu przez wydawnictwo, następcą została gra Warhammer Age of Sigmar.
Podczas rozgrywki w Warhammera Fantasy Battle dwóch lub więcej graczy rywalizuje ze sobą za pomocą "armii" miniaturowych modeli przedstawiających przeróżne rodzaje wojsk. W świecie gry poza "klasycznymi", inspirowanymi wczesnym barokiem wojownikami (np. muszkieterzy, rajtarzy, pikinierzy), występuje również cała gama wojsk fantastycznych takie jak gryfy, szkielety, pegazy, zwierzoludzie. Gra używa sześciościennych kostek (określanych skrótowo jako K6 lub D6) do określania czynników losowych oraz miarki calowej jako wskaźnika odległości.
Każda armia posiada swoją Księgę Armii (Army Book). Księgi Armii opisują m.in.: historię danej nacji, zasady armii i jej poszczególnych jednostek, opis ekwipunku oraz magii rasy (choć niektóre armie nie mają właściwej dla swojej rasy magii jak np. Krasnoludy czy Imperium (korzysta z 1 z 8 Domen Magii ("Lore of Magic") zawartych w Podręczniku Głównym Zasad ("Rulebook").
Jednostki armii dzieli się na Lordów (Lords), Bohaterów (Heroes), Jednostki Podstawowe (Core), Specjalne (Special) i Rzadkie (Rare), mających specyficzne ograniczenia co do ilości określonej grupy w ogóle armii. Np.: Gracze umawiają się na grę na 2400pkt, według zasad grupa jednostek "core" MUSI stanowić przynajmniej 25% ogółu armii, w tym wypadku 600pkt. Gracz Krasnoludów w swojej Księdze Armii może znaleźć jednostkę Wojowników, której każdy model wart jest 8pkt, ma również możliwość wykupienia swoim żołnierzom dodatkowy ekwipunek, jak np.: tarcze (1pkt) czy broń dwuręczną (2pkt). Gracz decyduje się na broń dwuręczną, to znaczy, że tak wyposażony model Wojownika kosztować będzie 10pkt. Gracz musi wystawić minimalnie 60 takich modeli by spełnić wymagania (gracz może wystawiać więcej takich modeli lub próbować innych kombinacji ich wystawień albo wystawić całkiem inny model opisany w Księdze Armii). Analogicznie Lordowie, Bohaterowie i Jednostki Rzadkie mogą liczyć (osobno) maksymalnie do 25% armii. Jednostki specjalne do 50%.
Gra składa się z tur rozgrywanych naprzemiennie przez graczy. Każda tura składa się z następujących faz:
- Faza ruchu - jednostki mają możliwość wykonywania szarż (umożliwiających zwarcie z przeciwnikiem) oraz innych rodzajów ruchu.
- Faza magii - jednostki posiadające możliwość rzucania zaklęć, mogą je w tej fazie wykorzystać.
- Faza strzelania - jednostki mające taką możliwość, mogą przeprowadzać ataki dystansowe.
- Faza walki wręcz - jednostki znajdujące się w zwarciu z przeciwnikiem mają obowiązek przeprowadzić swoje ataki.

## Statystyki jednostek
- R – Ruch (podawany w calach) (ang. M – Movement). Determinuje odległość na którą jednostki mogą maszerować, szarżować, itd.
- WW – Walka Wręcz (ang. WS – Weapon Skill). Opisuje szanse na trafienie podczas walki wręcz.
- ZS – Zdolności Strzeleckie (ang. BS – Ballistic Skill ). Opisuje szanse na trafienie podczas ataku dystansowego.
- S – Siła (ang. S – Strength). Opisuje łatwość zadawania ran.
- WT – Wytrzymałość (ang. T – Toughness). Opisuje odporność na zadane rany.
- Ż – Żywotność (ang. W – Wounds). Liczba ran, które może odnieść model zanim zginie.
- I – Inicjatywa (ang. I – Initiative). Determinuje kolejność wyprowadzania ataków w walce wręcz.
- A – Ataki (ang. A – Attacks). Liczba ataków, które może wyprowadzić model w walce wręcz.
- ZP – Zdolności Przywódcze (ang. Ld – Leadership). Opisuje odporność psychologiczną i morale jednostki.

Każda spośród jednostek posiada także koszt punktowy, aby dać możliwość wystawienia porównywalnych "jakościowo" armii pomimo różnego ich składu. Przeciwnicy wystawiają na stole armie zawarte w tym samym przedziale punktowym.

## Dostępne frakcje
- Ludzie
  - Imperium (ang. Empire)
  - Bretonnia (ang. Bretonnia)
- Elfy
  - Elfy Wysokiego Rodu (ang. High Elves)
  - Mroczne Elfy (ang. Dark Elves)
  - Leśne Elfy (ang. Wood Elves)
- Krasnoludy
  - Krasnoludy (ang. Dwarfs)
  - Krasnoludy Chaosu (ang. Chaos Dwarfs)
- Chaos
  - Wojownicy Chaosu (ang. Warriors of Chaos)
  - Demony Chaosu (ang. Daemons of Chaos)
  - Zwierzoludzie (ang. Beastsmen)
- Nieumarli
  - Królowie Grobowców (ang. Tomb Kings)
  - Hrabiowie Wampirów (ang. Vampire Counts)
- Ogry
  - Królestwa Ogrów (ang. Ogre Kingdoms)
- Zielonoskórzy
  - Orkowie i Gobliny (ang. Orcs & Goblins)
- Zwierzoludzie
  - Jaszczuroludzie (ang. Lizardmen)
  - Skaveni (ang. Skaven)
  - Zwierzoludzie (patrz: Bestie Chaosu)

W momencie zamknięcia tytułu (2015 rok) w polskiej wersji językowej dostępne były książki następujących armii: Elfy Wysokiego Rodu, Jaszczuroludzie, Leśne Elfy, Mroczne Elfy, Królestwa Ogrów, Orki i Gobliny, Krasnoludy, Skaveni, Wampiry oraz Wojownicy Chaosu.

## Wznowienie
W 2020 roku pojawiły się pierwsze informacje na temat gry "Warhammer: The Old World", która ma stanowić swojego rodzaju powrót do klasycznej formuły.